# قصر المعارض بالصنوبر البحري (الجزائر)
قصر المعارض بالصنوبر البحري، دشن قصر المعارض الصنوبر البحري يوم 11 سبتمبر 1970 من طرف الرئيس هواري بومدين وقد تزامن مع انعقاد الطبعة السابعة لمعرض الجزائر الدولي (بداية الأشغال كانت سنة 1967 من طرف مكتب مشاريع الهندسة المعمارية لمدينة بكين).

## تاريخ
كانت بداية أشغال بناء قصر المعارض في سنة 1967 حيث أنجزت من قبل مكتب مشاريع الهندسة المعمارية لمدينة بكين الذي أوكل مراقبة الأشغال إلى مجموعة مهندسين وفنيين من الصين، تمت أشغال الإنجاز من قبل مجموعات سوناتيبا للأشغال الكبرى للشرق ومؤسسة كوميترا، تزامن تدشين قصر المعارض بالصنوبر البحري مع الطبعة السابعة لمعرض الجزائر الدولي في يوم 11 سبتمبر 1970.

## المكونات
يتكون قصر المعارض مكونا من الهياكل التالية:
- الرواق المركزي
- رواق الدول
- المنطقة الوطنية في الناحية الجنوبية (رواق المؤسسات الوطنية)
- الأروقة الفردية للدول (فرنسا، إيطاليا، إسبانيا، روسيا، بلغاريا، تونس، المغرب، ألمانيا، بريطانيا العظمى، كوريا الشمالية، فلسطين، سوريا، مصر
- قاعة دار الجزائر للمناسبات الرسمية
- مسرح للندوات والعروض(1600 مقعد)،

(قاعة سينما 450 مقعد)
- مطعم وردة الرمال
- مطعم سناك أفريقيا
- مطعم تيمقاد
- روضة أطفال
- مسجد
- حديقة تسلية
- مواقف سيارات
- منطقة لتخزين الحاويات (منطقة تخزين جمركي)

## المعارض
- الصالون الدولي للكتاب بالجزائر

## روابط خارجية
- الموقع الرسمي لشركة المعارض الدولية الجزائر.